# Arthur Moritz (General)

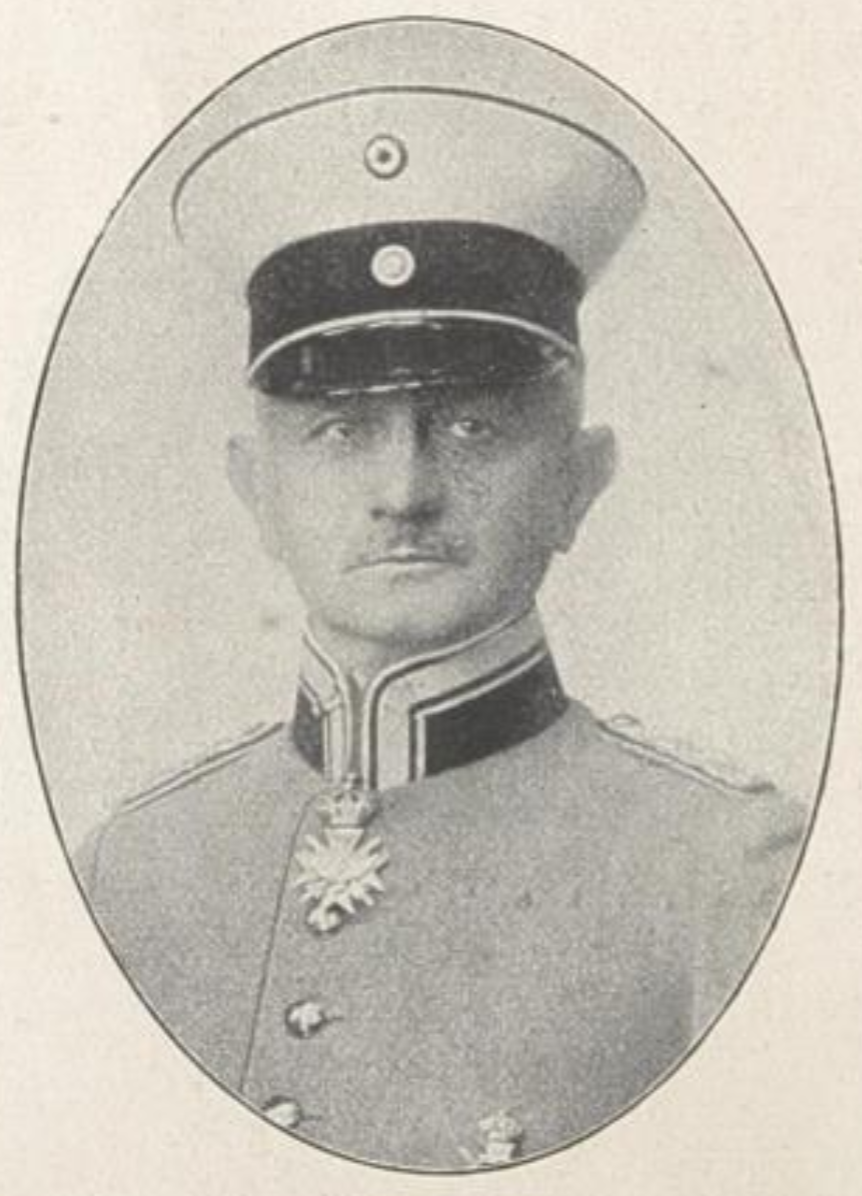
Artur Moritz

Arthur Ernst Moritz (* 9. April 1866 in Tremessen; † nach 1933) war ein sächsischer Generalmajor.

## Leben
Arthur Moritz trat 1885 als Avantageur in die königlich-sächsische Armee ein und wurde noch am 22. November des Jahres zum Fähnrich beim 2. Ulanen-Regiment Nr. 18 ernannt. Er avancierte am 9. September 1886 zum Leutnant und durchlief in den folgenden Jahren eine typische militärische Laufbahn. Nach seiner Beförderung zum Oberleutnant am 18. September 1893 wurde er á la suite des Regiments gestellt. Er diente die folgenden Jahre u. a. als Adjutant der 2. Kavallerie-Brigade Nr. 24 und wurde am 28. Juni 1899 zum Rittmeister befördert. Er diente die nächsten Jahre beim Kriegsministerium in der IV. Abteilung für die persönlichen Angelegenheiten, wo er am 21. September 1907 zum Major ohne Patent avancierte. Im selben Jahr erfolgte die Ernennung zum Adjutanten des Generalkommandos des XII. (I. Königlich Sächsisches) Armee-Korps. Das Patent zum Dienstgrad erhielt er am 22. Mai 1909. 1911 erfolgte die Rückversetzung in den Truppendienst als etatsmäßiger Stabsoffizier beim 3. Husaren-Regiment Nr. 20. 1914 wurde er mit der Wahrnehmung der Geschäfte als Abteilungschef der Abteilung für persönliche Angelegenheiten beauftragt.

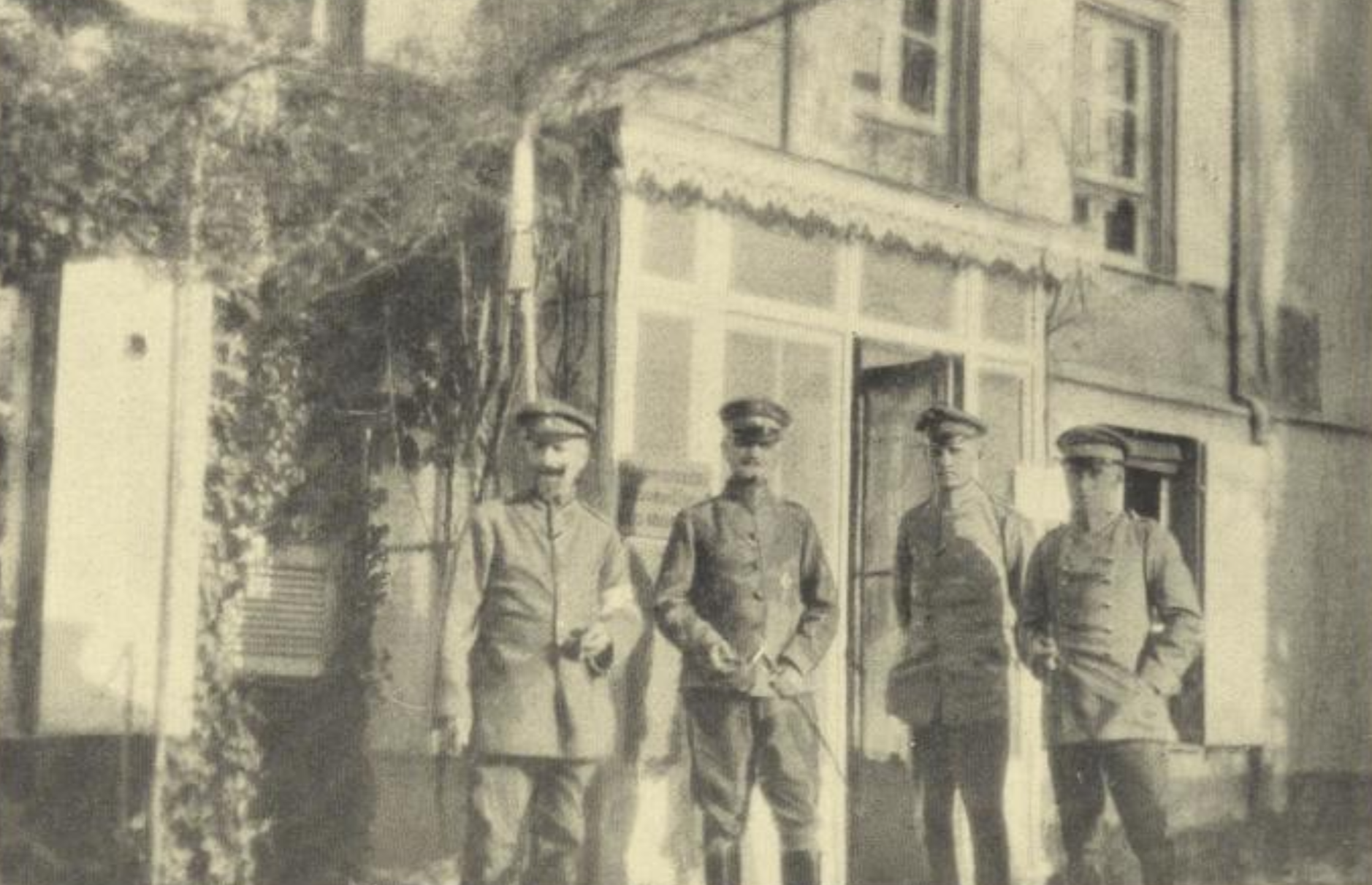
Oberstleutnant Moritz mit seinem Regimentsstab, 1. v. r. Oberleutnant Friedrich Kirchner

Nach Ausbruch des Ersten Weltkrieges wurde er im August 1914 mit der Aufstellung des Reserve-Husaren-Regiments beauftragt, bestehend größtenteils aus in den Jahren 1911 bis 1913 entlassenen Reservisten. Am 19. August des Jahres erfolgte die Beförderung zum Oberstleutnant. Mit dem Regiment rückte er an die Westfront in Frankreich und Belgien vor, wo er sich vielfach auszeichnen konnte. Am 6. April 1915 wurde er  Ortskommandant von Juniville. Die Beförderung zum Oberst erfolgte am 22. Mai 1916. Am 1. August 1916 wurde er Regimentskommandeur des Königlich Sächsischen Karabinier-Regiment (2. Schweres Regiment). Er zeichnete sich an der Düna bei Jakobstadt als Abschnittskommandeur aus und wurde am 17. Dezember 1917 mit dem Ritterkreuz des Militär-St-Heinrichs-Ordens ausgezeichnet. Das Regiment übergab er am 23. März 1918 dem Major Godert von Reden. Er nahm als Generalmajor seinen Abschied aus dem militärischen Dienst.